# Тернопольские часы
Тернопольские часы — трехсторонние часы в городе Тернополе, Украина. Расположены в сквере имени Шевченко на одноименном бульваре.

## История

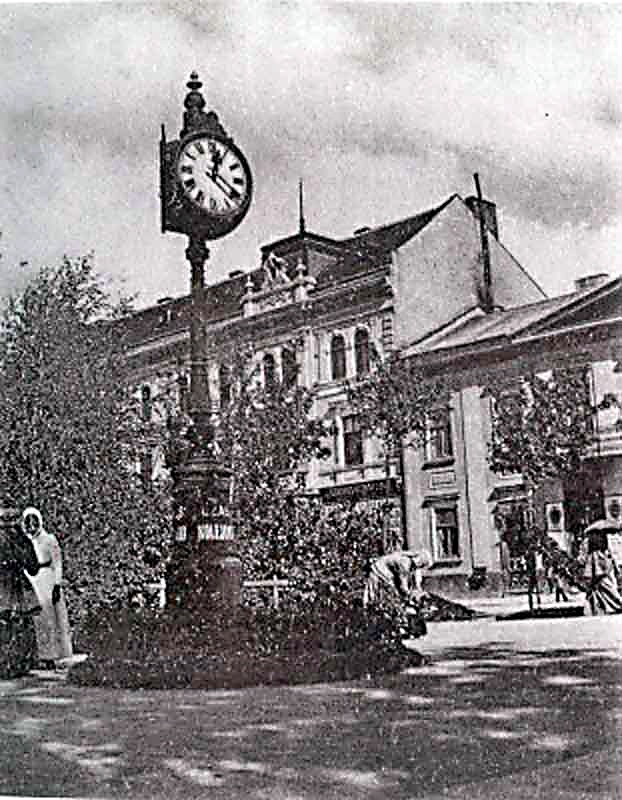
Фотография первых часов, начало XX века.

Первые часы на высоком железном столбе были установлены летом 1896 на перекрёстке улиц 3 Мая (в настоящее время улице Гетмана Сагайдачного и Мицкевича на так называемом «корсо» (современный бульвар Тараса Шевченко). Их приобрело «Общество украшения города».
После Великой Отечественной войны часы были снесены.
В постсоветский период часы были воссозданы, снова установлены 28 сентября 2014 года. Их планировали открыть ко Дню города, но не успели. Автор проекта — львовский мастер Алексей Бурнаев.
В декабре того же года вокруг часов установили скамейки и мусорные урны, стилистически соответствующие старинному декору часов. Территория вокруг часов была выложена старинной брусчаткой, собранной с других городских улиц.

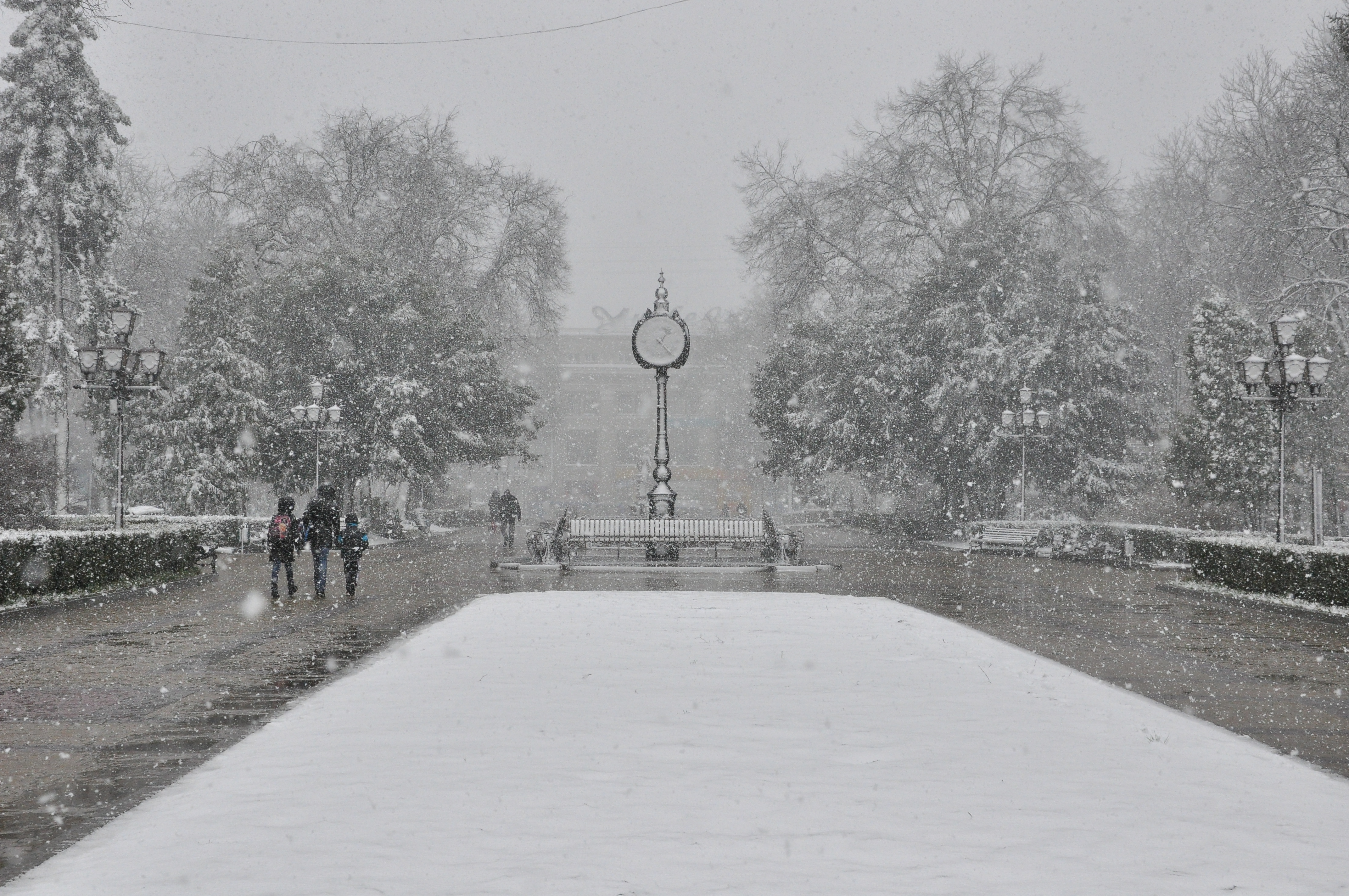
Фотография-победитель конкурса «Вики любит Землю» 2015 года.

Часы были внесены в «Наследие мирового часовщика», куда французские специалисты вносят оригинальные произведения часового искусства.
По состоянию на июнь 2015 года на часы через веб-камеру посмотрело 100 тысяч человек.
В конкурсе «Вики любит Землю» 2015 года фотография сквера имени Шевченко с видом на часы была признана лучшей в Тернопольской области.